# Estação Penha 1
A Estação Penha 1 (Brás de Pina) é uma parada do BRT TransCarioca localizada no bairro da Penha, no município do Rio de Janeiro.

## Serviços existentes e horário de funcionamento
Segundo o site oficial da administradora do BRT, existem as seguintes linhas (serviços) que atendem a estação:
- Madureira - Penha (Parador): 24 horas por dia (de segunda a domingo)
- Penha - Galeão (Parador): 24 horas por dia (de segunda a domingo)
- Alvorada - Fundão (Parador): das 23h às 05h (de segunda a sábado) e 24 horas (domingos)
- Alvorada - Fundão (Expresso): das 05h às 23h (de segunda a domingo)